# 卡斯特罗努埃沃
卡斯特罗努埃沃，是西班牙卡斯蒂利亚-莱昂萨莫拉省的一个市镇。 总面积48平方公里，总人口360人（2001年），人口密度8人/平方公里。